# سیارک ۱۵۴۵

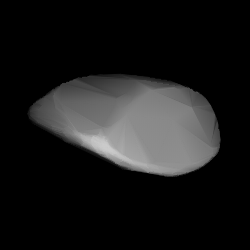
مدل سه‌بُعدی سیارک ۱۵۴۵ بر اساس منحنی نور آن

سیارک ۱۵۴۵ (به انگلیسی: 1545 Thernoe، نامگذاری:1941UW) هزار و پانصد و چهل و پنجمین سیارک کشف شده‌است که در ۱۵ اکتبر ۱۹۴۱ کشف شد.
قدر مطلق سیارک برابر ۱۱٫۸۰ است.